# Plestiodon kishinouyei
Plestiodon kishinouyei (jap. キシノウエトカゲ Kishinoue-Tokage) ist eine gefährdete Skinkart aus der Gattung Plestiodon, die auf den zu Japan gehörenden, südlichen Ryūkyū-Inseln verbreitet ist.

## Etymologie und Systematik
Die Art wurde 1901 von Stejneger erstbeschrieben und ursprünglich in der Gattung Eumeces eingeordnet. Eine eng verwandte Art, Plestiodon chinensis, ist von Taiwan bis nach Ost- und Zentralchina verbreitet. Diese beiden Arten bilden zusammen mit der in Vietnam verbreiteten Art Plestiodon tamdaoensis eine Artgruppe.

## Merkmale
Die Männchen haben eine Gesamtlänge von über 40 cm und eine Kopf-Rumpf-Länge von 17 cm. Die Weibchen sind dagegen höchstens 33 cm und 14 cm lang. Als Jungtiere haben die Skinke üblicherweise sieben weiße vertikale Linien vom Rücken bis zur Körperseite, und der Schwanz ist himmelblau. Während sie wachsen, verschwinden diese Muster allmählich und die Männchen werden schließlich braun, aber die Weibchen behalten oft ihr Aussehen bei. Der Kopf wird ab einer Kopf-Rumpf-Länge 14 cm breiter.

## Lebensweise
Die Skinke leben in offenen Graslandschaften und sandigen Gebieten in Küstennähe sowie Sekundärwäldern. Darüber hinaus sind die Steinmauern rund um die Felder und Dörfer ihre Zufluchtsorte. Wälder mit dichtem Unterholz und feuchte Gebiete werden dagegen vermieden. Sie ernähren sich von Insekten, Regenwürmern, Fröschen und Eidechsen.
Die Skinkart ist hauptsächlich tagsüber aktiv, nachdem die Körpertemperatur durch Sonnenbaden erhöht wurde. Es gibt jedoch Berichte, dass sie auch nachts aktiv ist.
Die Paarungszeit ist von März bis April und die Weibchen legen ihre Eier in Erdlöchern in Ufernähe oder unter umgestürzten Bäumen in der Zeit von April bis Mai und bleiben bis zum Schlüpfen in der Nähe. Von Ende Juni bis Anfang Juli schlüpfen die Jungtiere mit einer Kopf-Rumpf-Länge von 40 bis 43 mm. Das anfängliche Wachstum ist schnell und die Gesamtlänge verdoppelt sich bis zum Sommer des Folgejahres. Bekannte Fressfeinde der Skinkart sind Schlangen, Reiher, Haubenschlangenadler und Iriomote-Katzen.

## Verbreitung und Bedrohung

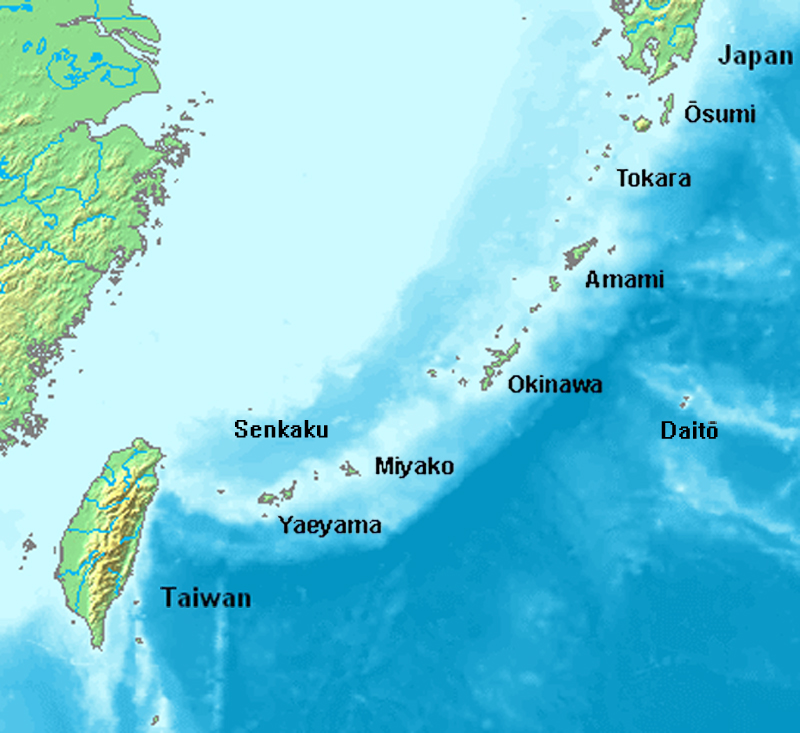
Ryūkyū-Inseln

Die Skinkart ist auf den Miyako- und Yaeyama-Inseln endemisch und auf einem Gebiet von 800 km² verbreitet. Sie wird von der IUCN und der nationalen Roten Liste gefährdeter Reptilien Japans als gefährdet (Vulnerable) eingestuft. Eine Bedrohung stellt die Zunahme an Fressfeinden durch invasive Arten wie Japan-Wiesel (auf Hateruma-jima, Irabu-jima und Miyako-jima), Blaue Pfauen (auf Kohama-jima, Kuroshima, Ishigaki-jima, Irabu-jima und Miyako-jima) und streunende Katzen auf Iriomote-jima. Auf den Inseln der Miyako-Gruppe und der Hateruma-Insel der Yaeyama-Gruppe nimmt die Population deutlich ab. Es ist anzunehmen, dass die Populationen auf den anderen Inseln aufgrund des allmählichen Verschwindens von Lebensräumen ebenfalls abnehmen.
Die Art ist in Japan seit 26. Juni 1975 als Naturdenkmal ausgewiesen.

## Ähnliche Arten
Skinke der gleichen Gattung sind auf vielen Inseln der Yaeyama-Inseln verbreitet, aber Plestiodon kishinouyei ist größer als diese.
Die Art ist vor allem mit der sympatrischen Art Plestiodon stimpsonii (jap. イシガキトカゲ Ishigaki-Tokage) aufgrund ihrer ähnlichen Farbmuster als Jungtiere leicht zu verwechseln, jedoch sind bei Plestiodon kishinouyei die weißen vertikalen Linien auf den Vorderbeinen deutlich unregelmäßig unterbrochen und darüber hinaus ist die Art deutlich größer als P. stimpsonii.
Weiter nördlich auf den Okinawa-Inseln ist die Art Plestiodon marginatus (jap. オキナワトカゲ Okinawa-Tokage) verbreitet und Plestiodon barbouri (jap. バーバートカゲ Bābā-Tokage) auf den Okinawa- und Amami-Inseln. Auf den Senkaku-Inseln in der Nähe Taiwans ist die Art Plestiodon elegans verbreitet.

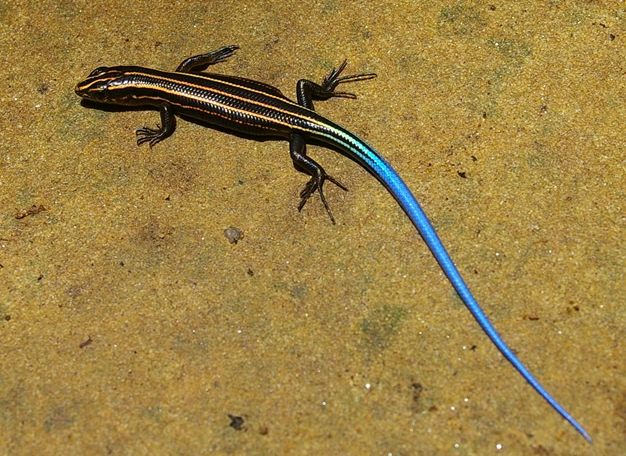
Plestiodon stimpsonii – auf den Yaeyama-Inseln außer Yonaguni verbreitet
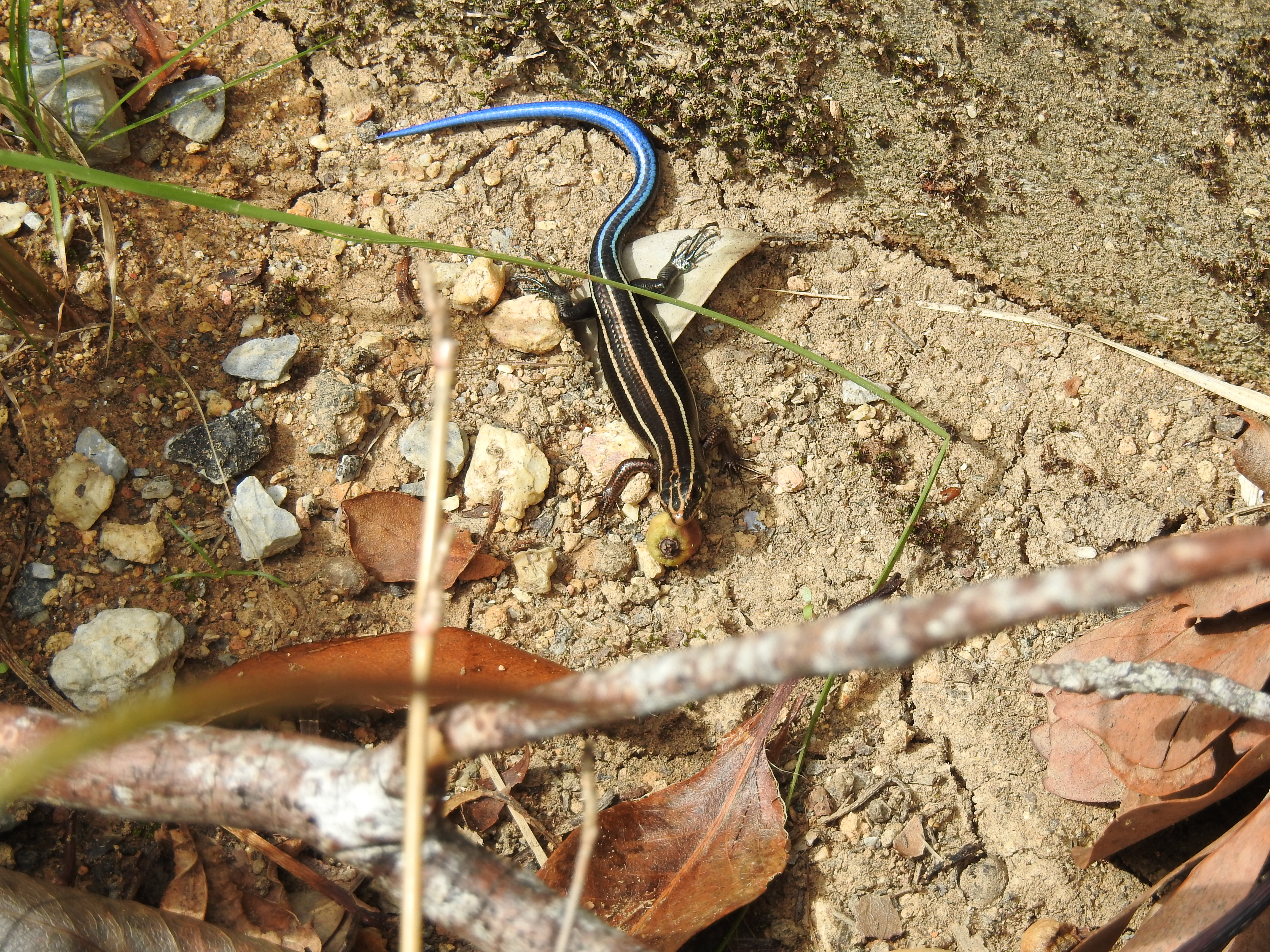
Plestiodon barbouri – auf den Okinawa- und Amami-Inseln verbreitet
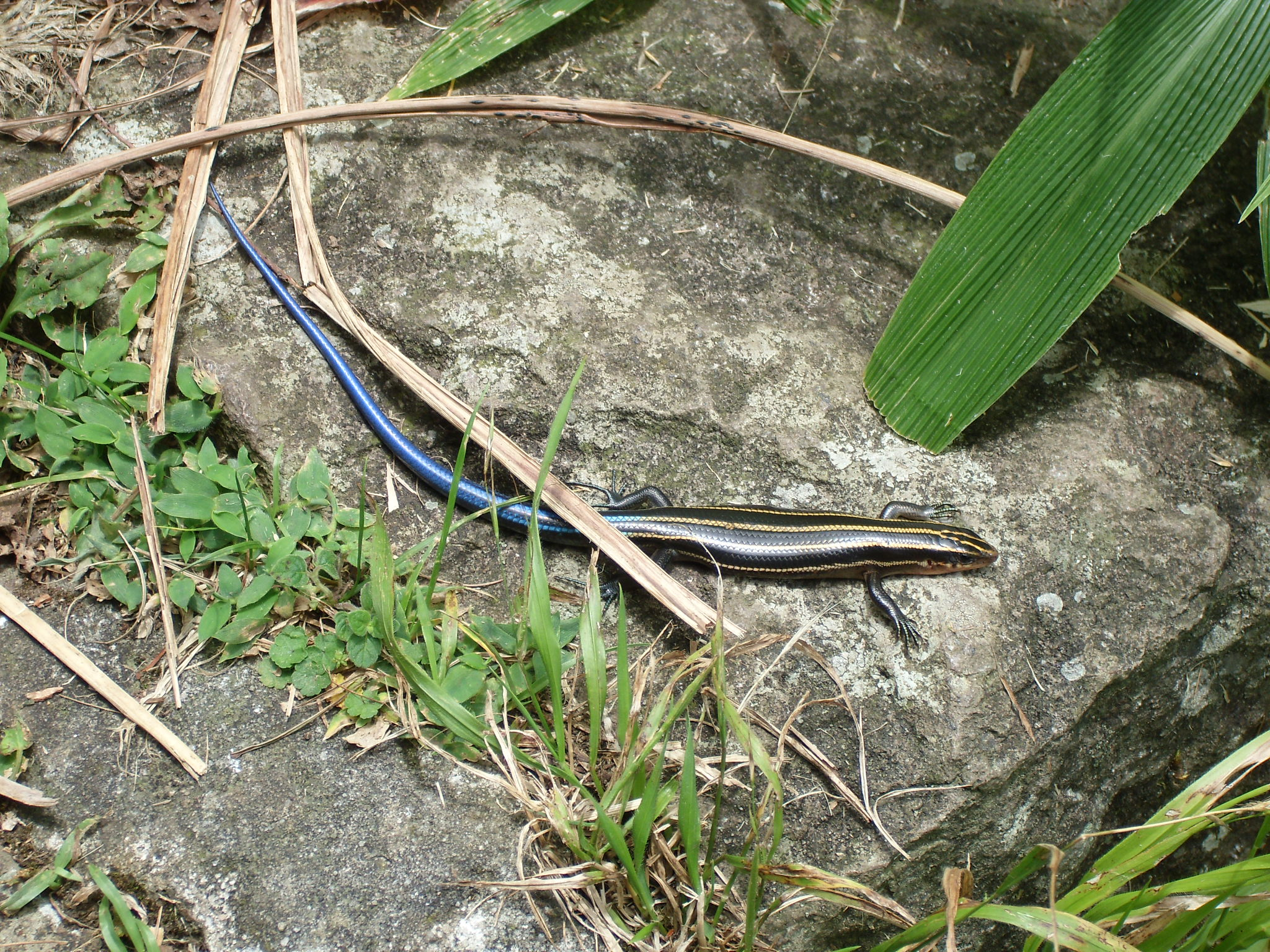
Plestiodon elegans – in Japan auf den Senkaku-Inseln verbreitet